# Група Пастир
Група Пастир је рок састав из Суботице. Група је настала 2008. године, броји 4 члана и изводи ауторску музику.

## Каријера

### Почетак и први албум
Група Пастир из Суботице је настала крајем јануара 2008. године, да би већ почетком фебруара исте године почела са снимањем свог првог ЦД-а под називом „Богиња чедности“, са дванаест нумера. Групу сачињавају Светислав Рајшић, идејни творац групе, гитара, оргуље, вокал, композиције, текстови и аранжмани, затим Бранко Бениш, аранжмани и бубњеви, Богољуб Матаруга, аранжмани и бас гитара и Стефан Рајшић, аранжмани и гитара.
Материјал је снимљен у студију Пастира у Суботици, продуцент је био Данијел Давчик Данчо, а публици је представљен 2009. године.
Омот је, по идеји Светислава Рајшића, израдио Леонид Пилиповић.

### Други албум
Две године након првог, група Пастир је 2011. године, објавила свој други ЦД албум под називом "Камени пас", са једанаест нумера. Албум је знатно чвршћег звука, продукцијски и музички другачији од претходног, али стилски препознатљив у ретро рок маниру.
Група је радила у стандардној постави: Светислав Рајшић, гитара, оргуље и вокал; Стефан Рајшић, гитара; Богољуб Матаруга, бас и Бранко Бениш, бубњеви.
Материјал је у целости снимљен у студију Пастира у Суботици у периоду 2010—2011. године. Композиције и текстове и овај пут као аутор потписује фронтмен групе Светислав Рајшић, аранжмани су плод заједничког рада свих чланова групе, док се као сниматељ и продуцент, као и на претходном албуму "Богиња чедности", појавио Данијел Давчик Данчо.
Омот ЦД-а израдио је Basch, по идеји Светислава Рајшића који је снимио насловну фотографију у Диону, Грчка  .
Све песме са првог и другог албума могу се бесплатно скинути са сајта групе www.pastir.in.rs и могу се дистрибуирати без икаквог ограничења.

## Постава
- Светислав Рајшић - гитара, оргуље и вокал
- Богољуб Матаруга - бас
- Бранко Бениш - бубњеви
- Стефан Рајшић - гитара

## Дискографија

### Студијски албуми
- Богиња чедности, 2008.

1. Реци ми

2. Мртва стража

3. Желим

4. Лутке од папира

5. Мој живот

6. Летимо у небо

7. Опет исто

8. Просјак љубави

9. Крајњи путник

10. Пут за вечност

11. Светлост

12. Лаку ноћ
- Камени пас, 2010.

1. Божје заповести

2. Камени пас
3. Златни јубилеји

4. Ти ниси та

5. Не буди зла

6. Чудесна моћ

7. Где си

8. Сам

9. Врата раја

10. Којим путем

11. Крај